# Низамов, Хавас Нуртдинович
Хавас Нуртдинович Низамов (06.02.1935 — 2005) — российский учёный в области механики, доктор технических наук, профессор, заслуженный изобретатель РФ.
Родился в д. Баргызбаш, Дюртюлинский район, Башкирия.
В 1961—1975 научный сотрудник НПО «Энергия» (г. Калининград Московской области).
С 1975 года на научно-преподавательской работе в московских вузах. В последние годы — профессор кафедры промышленной экологии и БЖ РУДН.
Доктор технических наук (1993), профессор (1993).
15 января 1998 года Указом Президента РФ № 40 присвоено почетное звание «Заслуженный изобретатель Российской Федерации» за крупный вклад в технический прогресс, многолетнюю плодотворную изобретательскую деятельность, авторство изобретений, имеющих важное государственное значение и внедренных в производство.
В 2000 году награждён большой золотой медалью 49-й международной выставки исследований, инноваций и новых технологий «Eureka» (Брюссель) — «За лучшее изобретение для противоаварийной защиты трубопроводов и оборудования» (вместе с В. Н. Применко).
Соавтор монографий:
- Волновая стабилизация и предупреждение аварий на трубопроводах : монография / Р. Ф. Ганиев, Х. Н. Низамов, Е. И. Дербуков ; Рос. акад. наук, Науч. центр нелинейн. волновой механики и технологии РАН. — Москва : МГТУ, 1996. — 258 с. : ил. — Библиогр.: с. 249—253. — ISBN 5-7038-1303-4 : Б. ц.
- Прогнозирование и предупреждение коррозионного разрушения конструкций / Х. Н. Низамов, С. Н. Сидоренко, Н. М. Якупов ; Рос. ун-т дружбы народов, Ин-т механики и машиностроения КНЦ РАН. — Москва : Издательство Рос. университета дружбы народов, 2006. — 354, [1] с. : ил. ; 21 см. — Библиогр. в конце разд. — 1000 экз. — ISBN 5-209-01885-7